# 20140 Costitx
20140 Costitx este un asteroid din centura principală de asteroizi.

## Descriere
20140 Costitx este un asteroid din centura principală de asteroizi. A fost descoperit pe 23 august 1996 la Costitx de Manuel Blasco. El prezintă o orbită caracterizată de o semiaxă mare de 3,17 ua, o excentricitate de 0,13 și o înclinație de 8,8° în raport cu ecliptica.